# Chrysobothris bispinosa
Chrysobothris bispinosa es una especie de escarabajo del género Chrysobothris, familia Buprestidae. Fue descrita científicamente por Schaeffer en 1909.
Se encuentra en América del Norte y Central.